# Wyszewka
Wyszewka – potok, prawostronny dopływ Dzierżęcinki o długości 9,82 km i powierzchni zlewni 22,04 km².
Potok płynie w województwie zachodniopomorskim w gminie Manowo. Wypływa ze źródeł umiejscowionych w lasach na wschód od wsi Wyszewo. Poniżej tej wsi płynie przez tereny podmokłe, które zostały w pierwszej połowie XIX wieku zmeliorowane. Na długości dwóch kilometrów potok dzieli się na dwa ramiona. Na wysokości Wyszeborza na terenach bagiennych łączą się one, przyjmując ciek z Jeziora Debro. Wyszewka uchodzi do jeziora Lubiatowo Wschodnie od południowego wschodu. Ujście jest podmokłe i porastają je zarośla.